# 呉範
呉 範（ご はん、? - 黄武5年（226年）は、中国後漢末期から三国時代の呉にかけての占者。字は文則。揚州会稽郡上虞県の出身。占いに熟達し、八絶の1人に数えられた。

## 生涯
暦数を修め、風気を知ることから、その名は郡内で知れ渡っていた。有道に推挙され、都に招聘されるが、世が乱れていることから上洛せず、東南の地で旗揚げした孫権の下に赴いた。災異や吉祥のあるごとにその意味するところを推定して予言を行い、その術はしばしば効験をもたらしたので、さらに名を広く知られるようになった。
建安12年（207年）、黄祖討伐に向かおうとする孫権を「今年は利が少ないので来年が良いでしょう。来年には劉表が死去し国は滅びます」と諌めた。孫権は構わず出兵したが、黄祖を降すことは出来なかった。
建安13年（208年）、孫権の再度の黄祖討伐に同行。尋陽近くまで進んだ時、呉範は風気を観察するや「勝利は疑いありません」と祝いの言葉を述べた。孫権は敵の本拠地に着くと攻撃を仕掛け、勝利を収めたが、黄祖は闇に紛れて逃走した。取り逃がしたかと悔しがる孫権に対し、呉範は「必ず生け捕りにできます」と占った。すると夜明け前には黄祖は捕えられた。さらに前年の予言通り、この年の内に劉表も病死した。
建安17年（212年）、「2年後、劉備は益州を得るでしょう」と予言した。益州の調査から帰還した呂岱は「劉備の配下が散らばってしまい、死者も半数に達しているので、劉備の侵攻は失敗するでしょう」と孫権に報告した。しかしまた呉範の予言通り、建安19年（214年）に劉備は劉璋を降した。
建安24年（219年）、呂蒙の攻撃で麦城に追い詰められた劉備配下の関羽は、使者を送って降伏を申し入れた。それが本心かどうかと孫権に尋ねられた呉範は「麦城には逃げ走ろうという気が現れています。本心からの降伏ではないでしょう」と答えた。このため孫権は潘璋に命じて、予想される逃走路に網を張らせた。斥候が麦城に関羽の姿が既にないことを報告すると、呉範は「明日の正午には捕えられましょう」と予言した。翌日の正午、関羽捕縛の報告が孫権に届いた。
両軍に取り脅威となっていた関羽の討伐もあり、孫権の呉と曹丕の魏は友好関係にあったが、呉範は「魏は企みを抱いているので、それに対する備えを怠らないようにすべきです」と進言していた。一方で関羽を失った蜀漢の劉備は激怒し、黄初2年（221年）からは呉に向けて侵攻する（夷陵の戦い）がこれについては「呉蜀両国はやがて和親するでしょう」と述べた。やがて呉は魏と敵対関係に至る一方、劉備死後の蜀漢とは同盟を結んだ。
孫権は呉範を騎都尉・太史令に任ずると、しばしば彼のもとを訪れその予言の秘訣を尋ねたが、呉範はこれを惜しみ隠して教えなかった。このことは孫権の不満を招いたが、呉範は、自分が重んじられているのはそれが秘術なればこそであり、秘術でなくなれば我が身は捨てられるだけと考えていた。
黄武5年（226年）、呉範は病気のため死去した。この時、長男は既に亡くなり、次男はまだ幼かったため、彼の秘術は誰にも伝えられなかった。孫権は呉範のような秘術を持った人物を探し出すよう各地に命令を出したが、結局そういう人物を見つけることはできなかった。

## 逸話
孫権がまだ将軍だった頃、呉範は「江南には王者の気があり、亥から子の年の辺りに大きな慶事があるでしょう」と予言し、それに対し孫権は「もしその言葉が成就したら、あなたを侯に封じよう」と答えていた。孫権は呉王になった後、呉範からこの約束のことを持ち出されると、彼に侯の印綬を与えようとした。しかし呉範はそれが形だけのパフォーマンスと悟り、固辞して印綬を受け取らなかった。後に功績が評定され、呉範は都亭侯に任ぜられるところだったが、孫権は以前から呉範が秘術を教えようとしなかったことを思い出し、詔が公布される直前に、呉範の名を削り取ってしまった。
一本気な性格で自負心が高かったが、親しい者たちとは終始変わりのない交わりを保っていた。ある時、友人の魏騰が罪を犯し、それに対する孫権の怒りは尋常ではなく、助命を乞うような者がいれば死罪に処すと宣言した。呉範は魏騰のために頭を坊主にし、自らを縄で縛って孫権の下に出頭すると、頭を床に打ちつけ、血を流しながら魏騰の助命を懇願した。このために孫権の気持ちは収まり、魏騰は罪を赦された。
呉範は前もって自らの死ぬ日を知ると、孫権に向かい、「陛下はこの日に軍師を失われることになりましょう」と言った。孫権が「私は軍師など持たぬのに、どうしてそれを失うことなどあろう」と返すと、さらに答えて曰く。「陛下が軍を動かして敵に臨む時、必ず私の言葉を待ってから行動を起こされました。ですから私は陛下の軍師なのです」と。その予言通りの日に呉範は死去した。